# Ernst Mantel (Jurist)
Ernst Mantel (* 6. Mai 1897 in Augsburg; † 20. November 1971) war ein deutscher Richter. Er war Untersuchungsrichter am Volksgerichtshof, Generalrichter am Reichskriegsgericht und Richter am Bundesgerichtshof.

## Leben

### Kaiserreich und Weimarer Republik
Mantel, Sohn des Polizeipräsidenten Karl Mantel, war evangelischer Konfession. Nachdem er aus dem Ersten Weltkrieg hochdekoriert als Leutnant der Reserve zurückgekehrt war, begann er ein Jurastudium an der Ludwig-Maximilians-Universität München, wo er sich dem Corps Bavaria anschloss. 1919 trat er in das Freikorps Epp ein, das an der Niederschlagung des Ruhraufstandes im März 1920 teilnahm. 1920 zeigte er sich als Antisemit: „3 Mark grob. Unfug/Ankleben von Zetteln antisemitischen Inhalts“. Die damals verhängte Geldstrafe wurde nach 1933 auf seinen Hinweis hin als Vermerk in seine Personalakte eingetragen. Mantel legte 1922 das Referendarexamen und im November 1924 die juristische Staatsprüfung ab. 1925 trat er in den bayrischen Staatsdienst ein. Mantel machte Karriere im Staatsdienst und wurde 1932 erster Staatsanwalt in München. Von 1924 bis 1929 war er Mitglied der Deutschen Volkspartei.

### Zeit des Nationalsozialismus
Nach der „Machtergreifung“ durch die Nationalsozialisten wurde Mantel im September 1933 zum Landgerichtsrat am Landgericht München I ernannt. In den Jahren 1933 und 1934 wurde er zum Sondergericht München abgeordnet. Auf diesen „verantwortungsvollen Posten, der an den Richter ganz besonderen Anforderungen“ stelle, habe sich Mantel „hervorragend bewährt“ wie der Vorsitzende des Sondergerichts Landgerichtsdirektor Adolf Braun in einer Beurteilung hervorhob. Ab 1. August trat er den Dienst als Untersuchungsrichter beim Volksgerichtshof an. Er war in den elf Hochverratsfällen, in denen er tätig war, nach einer Beurteilung „ein Untersuchungsrichter mit dem scharfen Blick für das Wesentliche“, dessen Vorgehen „sich nicht in Nebensächlichkeiten“ verstricke. Seine Karriere geriet dennoch ins Stocken, deshalb wechselte Mantel zum 1. Juni 1937 in den Heeresjustizdienst als Oberkriegsgerichtsrat, was einem Oberlandesgerichtsrat entsprach. Diesen Schritt begründete er nach 1945 mit dem geringeren Einfluss der NSDAP auf die Heeresjustiz. Nach seinem Übertritt wechselte er 1938 in die Heeresrechtsabteilung des Oberkommandos des Heeres (OKH). Weitere Beförderungen dort waren Oberregierungsrat und 1940 zum Ministerialrat. In dieser Zeit wirkte er an der Verurteilung der polnischen Verteidiger der Danziger Post mit. Er war der engste Mitarbeiter Eugen Müllers. Vermutlich hat Mantel an der Ausarbeitung des Kommissarbefehls mitgewirkt. Jedenfalls war Mantel ein Befürworter dieses Befehls, denn Müller und er schworen am 10. Juli 1941 auf einer Kommandeurbesprechung die davon wenig begeisterten Befehlshaber der jeweiligen Armeen auf den Kommissarbefehl ein. Ab dem 1. Mai 1944 war Mantel als Oberstrichter im Truppensonderdienst eingesetzt.
Mantel war zudem für den Chef der Heeresjustiz des OKH mit der Begutachtung von Todesurteilen der Standgerichte des Feldheers befasst. Noch am 29. April 1945 schlug er vor, das Gnadengesuch eines zum Tode verurteilten Soldaten abzulehnen, obwohl in der Stellungnahme des Oberbefehlshabers der 16. Armee diesem die Erhaltung des Soldaten als Arbeitskraft vertretbar erschien. Am Führergeburtstag, dem 20. April 1945 wurde er noch zum Generalrichter befördert. Solche Beförderungen fanden zu diesem Zeitpunkt gehäuft statt, da bereits für die Zeit nach dem Zweiten Weltkrieg vorgesorgt wurde.

### Bundesrepublik Deutschland
Da das Soldatenrecht Wehrmachtsangehörigen bis 1944 die Parteimitgliedschaft verwehrte, war Mantel relativ unbefleckt, auch wenn ihm in der Personalbeurteilung 1934 bescheinigt worden war, sich „jederzeit für den nationalsozialistischen Staat ein[zu]setzen“. So konnte er 1949 Oberstaatsanwalt in Kempten und im April 1950 Chef der Staatsanwaltschaft am Landgericht Nürnberg werden. Auf Vorschlag des bayerischen Justizministeriums wurde Mantel am 7. Dezember 1950 Richter am Bundesgerichtshof. Mantel war im 1. Strafsenat des Bundesgerichtshofes tätig. Dieser Senat urteilte 1956 unter Mantels Beteiligung über die Fälle der NS-Juristen Otto Thorbeck und Walter Huppenkothen, Verfahrensgegenstand war die „Mitwirkung an standgerichtlichen Todesurteilen gegen den Reichsgerichtsrat Hans von Dohnanyi im KZ Sachsenhausen und gegen General Oster, Admiral Canaris, Generalstabsrichter Sack, Hauptmann Gehre und Pastor Bonhoeffer im KZ Flossenbürg“. Am 31. August 1959 ließ Mantel sich vorzeitig pensionieren, denn 1957 holte Mantel die Vergangenheit ein. Im Prozess gegen den Generalfeldmarschall Ferdinand Schörner hatte die Verteidigung Ernst Mantel als Zeuge angeboten. Schörner war angeklagt u. a. wegen seiner Standgerichte. Mantel wurde nicht vernommen, denn es bestand die Wahrscheinlichkeit, dass der Heeresrichter im Truppensonderdienst daran beteiligt war. Das Schwurgericht beim Landgericht München I verurteilte Schörner zu 4 ½ Jahren Zuchthaus. Für die eingelegte Revision zuständig war Mantels 1. Strafsenat gewesen. Mantel trat deshalb 1959 „aus Gesundheitsgründen“ in den Ruhestand. Gleichzeitig wurde ihm vom Bundespräsidenten Theodor Heuss das Große Verdienstkreuz des Verdienstordens der Bundesrepublik Deutschland verliehen.